# Pedregulho (ort)
Pedregulho är en ort i Brasilien.   Den ligger i kommunen Pedregulho och delstaten São Paulo, i den sydöstra delen av landet, 500 km söder om huvudstaden Brasília. Pedregulho ligger 1 044 meter över havet och antalet invånare är 11 216.
Terrängen runt Pedregulho är platt söderut, men norrut är den kuperad. Pedregulho ligger uppe på en höjd. Pedregulho är det största samhället i trakten.
Omgivningarna runt Pedregulho är huvudsakligen savann. Runt Pedregulho är det glesbefolkat, med 18 invånare per kvadratkilometer.